# 「働きがいのある会社」ランキング
「働きがいのある会社」ランキングは、Great Place to Work Instituteが世界共通の基準で調査分析し、主要国の経済誌を中心として発表しているランキング。発祥は、米国におけるフォーチュン誌での発表。(1998年)
順位は、従業員への意識調査をベースとして決定されており、就職人気ランキングのような外部からの評価ではない。そのため、一般的に知名度・人気のない企業がランクインすることがある。また、Great Place to Work Institute に意識調査を申し込み、調査を実施しない限り、ランキングに入ることはない。
意識調査に参加した企業は全世界で3800社を超えており、150万人を超える従業員が調査に参加している。
なお、「働きがいのある会社」とは、「Great Place to Work」の意訳である。

## アメリカ合衆国における「働きがいのある会社」ランキング
1998年から経済誌フォーチュンに100 Best Companies to Work forとして、毎年1月頃ランキングが発表されている。
2007年、2008年とGoogleが1位となった。2011年の1位は2年連続でSAS Institute。Googleは4位となった。

## 2010年日本における「働きがいのある会社」ランキング
日本では、GPTWジャパンが調査した内容が、日経ビジネス2010年3月1日号に掲載された。
また、Web版である日経ビジネスオンラインに、ランキングに入ったCEOのインタビュー、学者のコメントなどと共に掲載されている。
一定の基準に達したとされる25社を発表しており、1~10位は順位がついており、11位以降は同点としている。なお、ランク入りしていない企業は公表していない。

### 1-10位企業
| 順位 | 社名                             |
| ---- | -------------------------------- |
| 1位  | ワークスアプリケーションズ       |
| 2位  | モルガン・スタンレー証券         |
| 3位  | Plan・Do・See                    |
| 4位  | マイクロソフト                   |
| 5位  | シスコシステムズ                 |
| 6位  | アサヒビール                     |
| 7位  | サイバーエージェント             |
| 8位  | ディスコ (切断装置製造)          |
| 9位  | トレンドマイクロ                 |
| 10位 | 日立ソフトウェアエンジニアリング |

### 11-25位(50音順)
| 社名                           |
| ------------------------------ |
| キッコーマン                   |
| 国分 (商社)                    |
| ザイマックス                   |
| 東京海上日動システムズ         |
| 日建設計                       |
| 日本イーライリリー             |
| 日本ベーリンガーインゲルハイム |
| 野村総合研究所                 |
| 船井総合研究所                 |
| ブラザー工業                   |
| 堀場製作所                     |
| マルホ                         |
| 三井住友銀行                   |
| 三菱UFJ信託銀行                |
| 明光ネットワークジャパン       |